# San Vicente (Misiones)

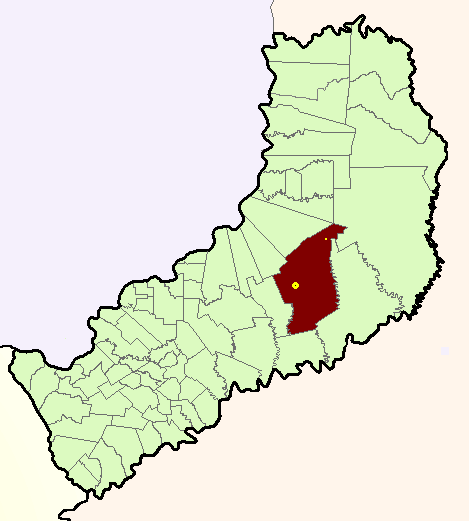
Municipio de San Vicente dentro de la provincia de Misiones.

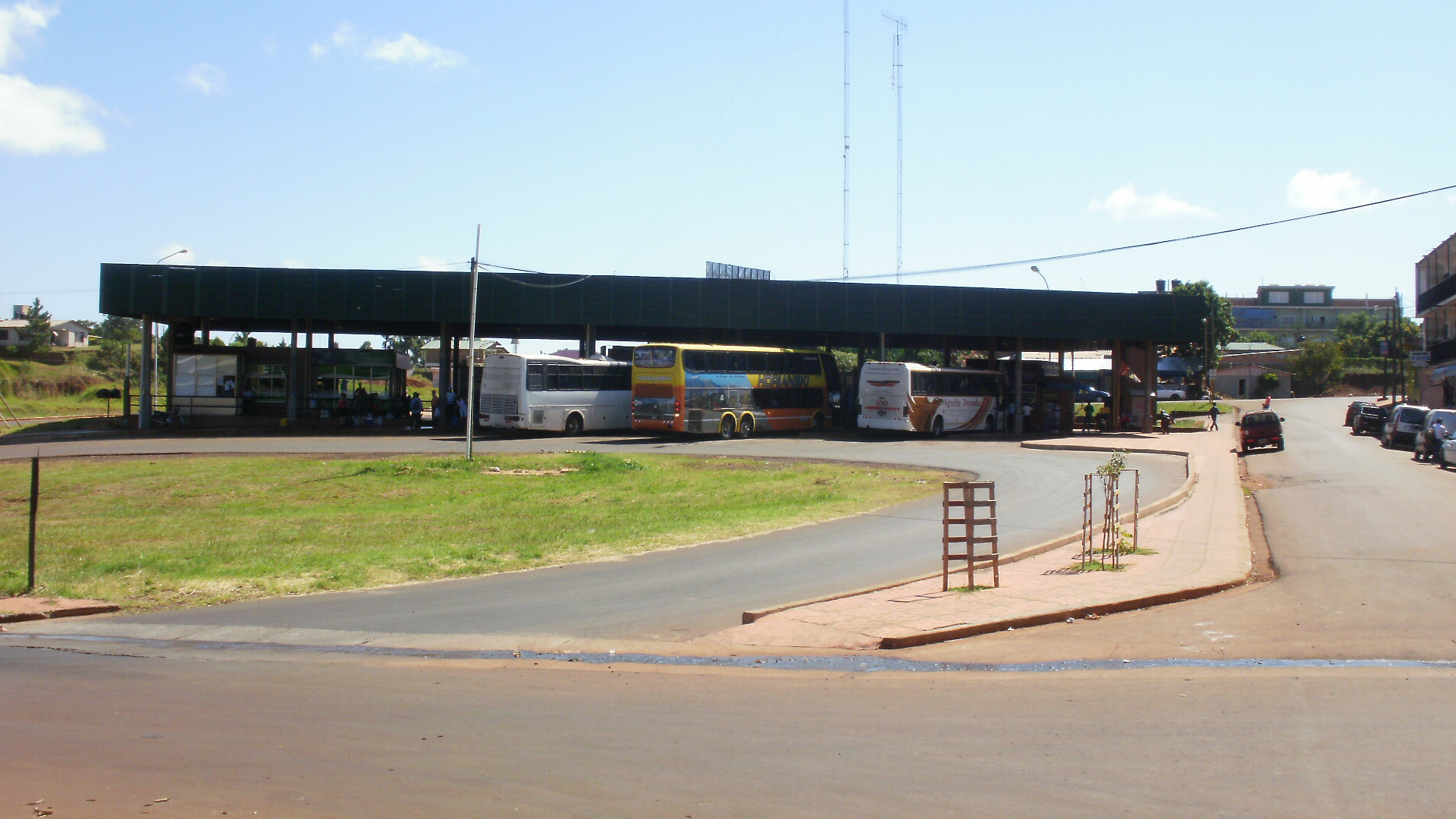
Terminal de Omnibus San Vicente (Misiones)

San Vicente es una ciudad argentina en la provincia de Misiones, en el departamento Guaraní. Se ubica a una latitud de 26°37′ S y a una longitud de 54°8′ O. Es sede de la Fiesta Nacional de la Madera, limitando con el nuevo municipio de Fracrán que cuenta con una de las más importantes comunidades guaraníes de la provincia. San Vicente es la ciudad más grande del departamento Guaraní.

## Historia
Los primeros habitantes de la zona que comprende la jurisdicción del actual San Vicente fueron los aborígenes.
Guillermo Campos fue el primer poblador permanente de la planta urbana, en 1946, pero existieron a su vez otros pobladores en zonas alejadas en lo que hoy es el área rural del actual municipio, desde la década de 1920. 
La gente que pobló San Vicente, en diversas épocas y que formaron los picos de expansión demográfica que se produjeron en las décadas del sesenta, setenta y ochenta, provienen del interior de Misiones y especialmente de la zona Sur. La mayoría de este flujo de población eran colonos que buscaban tierras para cultivar, y eran expulsados de localidades más antiguas. La provincia de Misiones está considerada como un "Crisol de Razas" y San Vicente, sin duda es un "Crisol de Procedencia", porque sus habitantes provienen de Provincias como Corrientes, Santa Fe, La Rioja, Buenos Aires, Chaco, Formosa, quienes determinaron la corriente poblacional. 
Esta población no tenía Municipio propio y crecía a ritmo acelerado. Cuentan los antiguos vecinos que existía un lugar en esta zona, al que denominaban "Yerbal Nuevo". Este nombre identificaba un puñado de casas y unos pocos colonos. Ese lugar se encontraba en la confluencia de la Ruta Nacional 14 y Provincial 212. Por esta característica, también se la llamó luego "El Cruce".
Luego, "El Cruce", quedó atrás, ya que la gente comenzó a quedarse (década del '50 y '60), y fue echando raíces, hasta que en 1967, sorprendidos los vecinos, encontraron un cartel que rezaba "San Vicente, Futura Ciudad". Se estableció como fecha de fundación de San Vicente el 21 de mayo de 1967 debido a que ese día se llevó a cabo un remate de un loteo de una propiedad donde se vendieron casi dos centenares de terrenos urbanos y quintas. Como era la primera urbanización, se tomó como fecha fundacional ya que no había datos de otros hechos que marcaran el inicio de la comunidad Luego se presentó un Proyecto de Reforma de la Carta Orgánica del Municipio de San Vicente (MISIONES), por el cual el 13 de febrero de 2013, la llamada Convención Constituyente modificó la fecha de fundación de San Vicente. Este Proyecto establece el 27 de septiembre de 1961 como fecha de fundación de San Vicente y también en homenaje al Santo Patrono de la Ciudad, San Vicente de Paúl (1571-1660), cuyo santoral también se celebra el 27 de septiembre de cada año. 
Con fecha 19 de julio de 2013, los Convencionales Constituyentes de San Vicente (MISIONES), aprobaron la nueva Carta Orgánica Municipal de la ciudad de San Vicente, la cual consta de 297 artículos. La nueva Carta Orgánica fue sancionada el 30 de julio de 2013 y jurada el 31 de julio de 2013  
Quedó firme el cambio de fecha de fundación de San Vicente, que de ser el 21 de mayo de 1967 pasó a ser el 27 de septiembre de 1961, con lo cual la Capital Nacional de la Madera celebrará su fundación seis años más de lo que se festejaba, salteándose así su cincuentenario. Los datos históricos indican que el 27 de septiembre de 1961 se firmó el decreto provincial 3.333 que designa con el nombre de San Vicente a este lugar del centro de la provincia de Misiones. Esta afirmación forma parte del artículo n.º 1 de esta Carta Orgánica. La nueva "Carta Magna" de San Vicente entrará en vigencia el 1° de enero del 2014.
La provincia instauró, por decreto, el nombre de San Vicente a esta comuna, data que coincide con el día en el que se celebra al santo patrono San Vicente de Paul. A partir de la creación de su Carta Orgánica en 2013 la fecha de fundación se cambió al 27 de septiembre de 1961, fecha en que la Provincia de Misiones instauró por decreto el nombre de San Vicente, además esta coincide con el día en el que se celebra al santo patrono San Vicente de Paul.-   
Anteriormente se tenía en cuenta la fecha del 21 de mayo de 1967, cuando los empresarios Albino Ortmann y Gabino Tejeda realizaron el primer remate de 500 lotes y quintas en un paraje conocido como “El Cruce” o “Kilómetro 260” de la ruta nacional 14, donde se anunciaba la “futura ciudad San Vicente” y que de hecho es hoy un sector muy importante de la ciudad. Además, ya estaba reservado el terreno para la futura Municipalidad (que recién se creó diez años después), el correo, la policía, la iglesia y otras dependencias públicas. En 1969 y ante la negativa por parte del gobierno provincial de formar una comisión de fomento, se decide que los vecinos creen una Comisión Vecinal, que acarreó consigo Instituciones como la Escuela N°17 (actual Escuela Normal Superior N°13), la Escuela 453, Gendarmería Nacional, la Oficina de Tierras y Bosques, el IPS, la Policía, el Registro Nacional de las Personas y el INTA. Con fecha 25 de agosto de 2014 se inauguró una delegación (UDAI) de la ANSES
La municipalización de San Vicente se logró luego de varios pedidos y lucha constante en el año 1978, por decreto ley n.º 1033, del entonces gobierno de facto, que crea la comuna de segunda categoría y nombran como primer intendente al señor Lorenzo Pablo Brodzicz por decreto provincial 242/79
A principios de la década de 1980, San Vicente se expande y continúa creciendo. En 1983 se consagra como nuevo Intendente municipal, a Casiano Gallardo, en su gestión acondiciona la comuna a una nueva jerarquía de 1° Categoría y se realizan las primeras cuadras de empedrados, se termina la plaza, entre otras obras.
En octubre de 1982, se realiza la primera Fiesta de la Madera, sobre la idea del locutor, conductor, periodista y músico Ricardo Ramos, quien popularizó el grito "San Vicente de pie" para la apertura del evento que aún se realiza, el que con el correr de los años logró la categoría de "nacional", lo que le valió a la localidad, el mote de Capital Nacional de la Madera.

## Paraje San Alfonso
Los primeros habitantes de San Alfonso, un paraje de la Colonia Fracrán, comenzó a poblarse entre las décadas ´60 y ’70. Los primeros habitantes fueron: Francisco Doviak, Franco Ramón, Feldich Guillermo, Antúnez Pedro, Francisco Kur, Rodolfo Iablonski, Eduardo Iablonski, Casimiro Muchavoski, entre otros. 
En aquel entonces se dedicaban a trabajar en la tierra, con plantaciones de tabaco, soja, maíz, mandioca, entre otros productos, además se dedicaban a la cría de ganados, porcinos, pollos, entre otros. También tenían negocios de mercaderías. 
En aquel tiempo no tenían asfalto, los caminos eran de tierra, no tenían centros de salud, la escuela comenzó a funcionar en 1972, las primeras misas que se realizaban en la sombra de los árboles, se inició la construcción de la iglesia en el año 1978. 

## Paraje Puerto Argentino
Para la década de 1950 surge en las tierras fiscales sin mensurar de la Colonia Aristóbulo del Valle, un aserradero o industria maderera Altube y Barbero, luego el de Saturno Fontana,  que se había instalado en el kilómetro 274 (actual kilómetro 993) de la ruta Nacional n.º 14, con el fin de extraer y sacar madera de los montes fiscales, el cual abre una picada maestra en dirección S.O. de más de 30 km. Que para principios de los años 1960 a partir de los 15 km desde su ingreso fue convertida como Reserva Militar, utilizada por las fuerzas armadas para realizar sus ejercicios en la selva misionera. En este lugar para el año 1967 se asienta un colono de nombre Francisco Correa, que ya se había instalado a 13 km de la ruta por la picada, para el año 1969 ingresa a la misma a 2 km del primero el señor Salomón Aguayo, siendo los dos únicos vecinos hasta el año 1978 cuando llega a instalarse a 4 km del último don Leonardo Portillo con su familia en el año 1978, siendo los tres primeros pobladores del lugar. En este sitio estaban rodeados de la selva y árboles de la reserva militar, los cuales, al enterarse de que era Reserva Militar no podían vender la madera por lo cual cuando limpiaban el terreno tenían que quemar la madera o utilizarla.
Con la formación del municipio, comienza un crecimiento poblacional a principio de los 80, cuando por intermedio del Padre Jorge Maniak se logró abrir una escuela, para la cual dona la tierra don  Teófilo Zimmerman, y para 1982 comenzaría a funcionar la Escuela n.º 056. siendo su primer Director  don Ángel Santander. El nombre del paraje, está relacionado con la escuela ya que de su nombre también se desprenderá el del paraje. De esta forma el 9 de junio de 1982, por resolución 1.428 del Consejo General de Educación, en su artículo 1° dice: “imponer el nombre especial de Puerto Argentino a la escuela N° 56 de Monte Alto”. El ordenamiento del paraje se concreta con la mensura, que  inicio en los ´80, que concluye entre los años 1990 y 1995.

## Turismo
El municipio se encuentra en una región privilegiada, donde las sierras, el monte y los saltos de agua cristalina dominan la geografía. estos hermosos saltos, la transforman en un atractivo turístico inigualable. Está ubicada en la Región de las Sierras Centrales Cada vez más visitantes disfrutan de la exuberante naturaleza en pequeñas Posadas agroturisticas entre las que se encuentran la Posada Rural Crisol de Razas, La Gruta, Las Orquídeas, Los Portones, El Antaño. también para los acampantes, se encuentran los autocampings Los Cedros, El Maynó, El Trébol y La Express.
Dentro de la Ciudad de San Vicente nos encontramos con la hermosa vegetación autóctona del Jardín Botánico de San Vicente a solo 100 metros de la Ruta Nacional N.º 14, en el km. 975. En el km. 978,5, se encuentra la Picada Zulma, que conduce a uno de los saltos de agua más cercanos al pueblo: El Salto Zulma, habilitado como atractivo turístico. Para los aventureros en vehículos 4x4, recomendamos que continuar viaje por la picada Zulma (ruta Prov. 112) hasta Colonia Caraguatay (62 km), en las márgenes del Río Paraná, en esta travesía podrán tener contacto con una gran cantidad de fauna autóctona cuando decidan continuar viaje a Iguazú
Varios saltos de agua se encuentran en lugares agrestes o en emprendimientos como cámpines o reservas ecológicas. Algunos de ellos que se encuentran en la zona son: 
- Siete Pisos (muy cerca de la ciudad, pasando el basural Municipal)
- Arco Iris (en el campin Los Cedros, es el más cercano a la ciudad, luego del salto 7 pisos)
- El Chorro (pequeña cascada)
- Tarumá (En zona rural, acceso en frente del cementerio)
- El Maynó (en reserva ecológica, por ruta 13)
- Bella Vista (en zona rural, a 17 km del pueblo, ingreso por km 985 ruta 14)
- Zulma (en propiedad de una Posada)
- Golondrinas (gran belleza, comparte con el municipio de Dos de Mayo)
- Rosa Mística (difícil para descender. Se accede en el km 37 de la ruta 13)
- Soberbio (en Fracrán, acceso en km 1011 de la ruta 14)

Las guías para llegar a cada uno de ellos las pueden ver en «Guía de saltos en zona de San Vicente». Consultado el 7 de mayo de 2015. ya que muy pocos tienen señalizaciones y es muy fácil perderse.

## Educación
La ciudad es sede de la Universidad Nacional del Alto Uruguay (UNAU) segunda universidad nacional de la provincia, que comenzó a funcionar en abril de 2019. Cuenta con una sede de la Universidad Nacional de Misiones. Así como también de otras instituciones

## Parroquia San Vicente de Paul y Nuestra Señora del Perpetuo Socorro

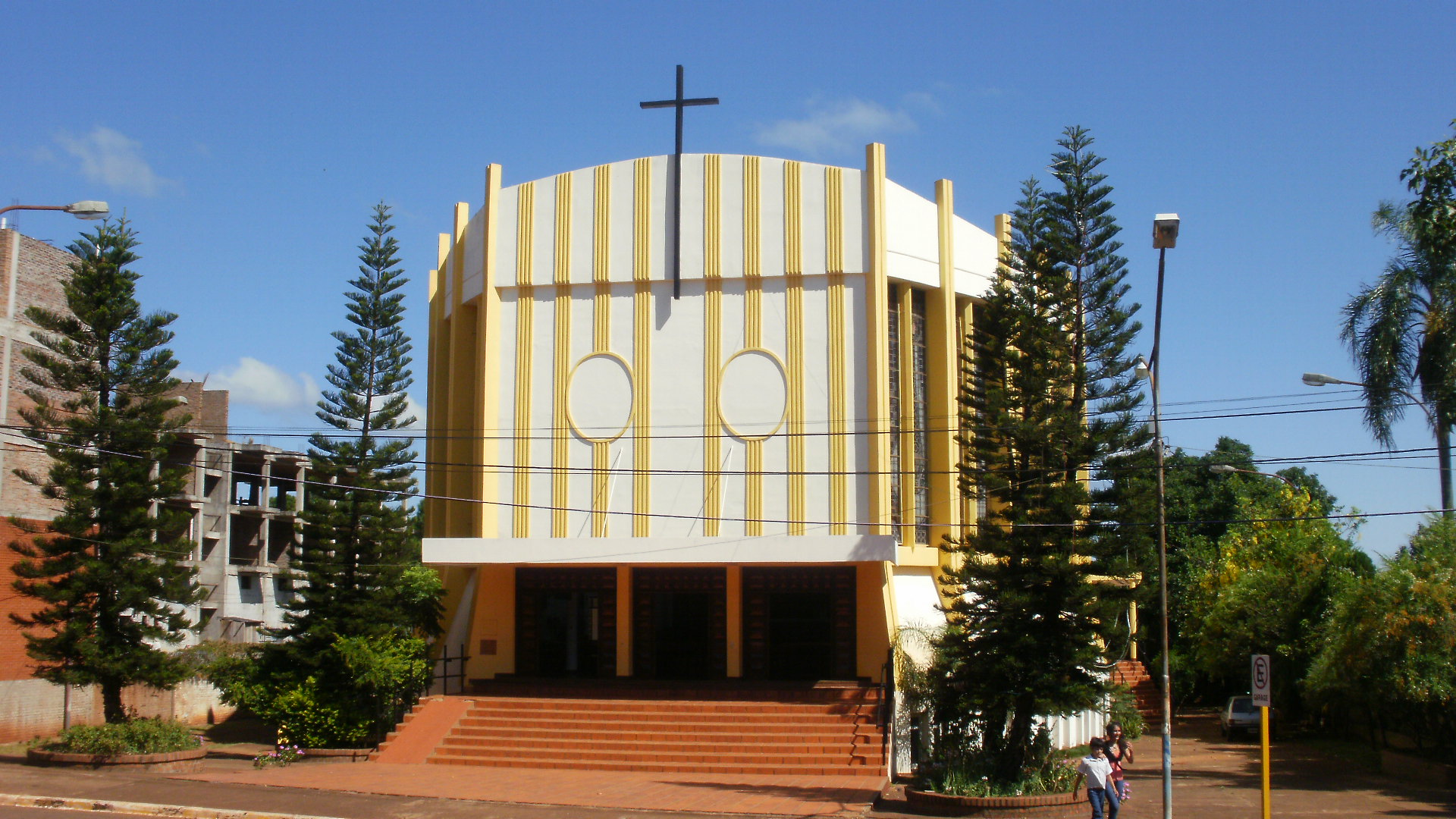
PARROQUIA SAN VICENTE DE PAUL

En mayo de 1970 el Padre Jorge Maniak se radica en “El Cruce” llamado así en aquel entonces, o “Km 1260”; el padre Jorge Maniak plantea la construcción de la Parroquia San Vicente de Paul y de Nuestra Señora del Perpetuo Socorro, donde ambas conforman el mismo centro parroquial.  
La parroquia se encuentra ubicada en el centro urbano de la ciudad de San Vicente en Misiones Argentina, donde la estructura de la misma es la más bella de toda la provincia según se menciona en algunos medios, en ella se celebra cada año la celebración del 27 de Septiembre.  
La parroquia abarca una parte de la ciudad y algunas colonias bastante alejadas. La sede parroquial se sitúa en el Centro Cívico de la Ciudad, su estructura es de gran tamaño y es un importante centro turístico, ya que es la segunda única construcción a nivel mundial con esas características. 
La Parroquia de San Vicente de credo católico es una de las Iglesias más bellas de la provincia de Misiones, y está atendida por la Congregación de los Misioneros Redentoristas
San Vicente festeja cada 27 de septiembre el día de su Santo Patrono San Vicente de Paúl, por la aparente decisión de uno de los fundadores, Don Gabino Tejeda, de cuya iniciativa y proposición la localidad recibe el nombre.

## Parroquias de la Iglesia católica en San Vicente
| Diócesis           | Oberá                                               |
| ------------------ | --------------------------------------------------- |
| Parroquias         | San Vicente de Paul, San Juan Newman y San Cayetano |
| Eparquía ucraniana | Santa María del Patrocinio en Buenos Aires          |
| Parroquia          | Asunción de la Madre de Dios                        |